# Cour (Isère)
Pour les articles homonymes, voir Cour.
Cour est une ancienne commune française du département de l'Isère. La commune n'a connu qu'une brève existence : entre 1790 et 1794, elle fusionne avec Buis pour former la nouvelle commune de Cour-et-Buis.

## Source
- Des villages de Cassini aux communes d'aujourd'hui, « Notice communale : Cour », sur ehess.fr, École des hautes études en sciences sociales.